# Swingflickan
Swingflickan (engelska: Dance Hall) är en amerikansk långfilm från 1941 i regi av Irving Pichel, med Carole Landis, Cesar Romero, William Henry och June Storey i rollerna. Filmen bygger på romanen Giant Swing av W.R. Burnett.

## Handling
Duke McKay (Cesar Romero) är manager för dansklubben Danceland. Den nya sångerskan Lily Brown (Carole Landis) inleder ett förhållande med Duke, men inser snart att han är en riktig kvinnotjusare. Efter att Lily gjort slut med honom förstår Duke att han blivit förälskad och försöker vinna Lily tillbaka.

## Rollista
| Carole Landis      | – Lily Brown             |
| Cesar Romero       | – Duke McKay             |
| William Henry      | – Joe Brooks             |
| June Storey        | – Ada                    |
| J. Edward Bromberg | – Max Brandon            |
| Charles Halton     | – Mr. Frederick Newmeyer |
| Shimen Ruskin      | – Charles 'Limpy' Larkin |
| William Haade      | – Moon                   |
| Trudi Marsdon      | – Vivian                 |
| Russ Clark         | – Cook                   |
| Frank Fanning      | – Turnkey                |

## Produktion
Mary Beth Hughes var först påtänkt för huvudrollen Lily Brown, men Carole Landis fick till slut rollen.
Efter att studiochefer på Twentieth Century Fox sett en tidig version av filmen uppgraderades dess status från B-film och man gav den samma behandling som deras vanliga A-filmer fick.